# Лаймдота
Лаймдота (латыш. Laimdota, букв.: «дарованная счастьем») — героиня латышского эпоса Андрея Пумпура о Лачплесисе. Лаймдота — невеста Лачплесиса, дочь Стабурадзе и Буртниека. Росла в очарованном замке, где собрана в записанном виде вся мировая мудрость.

## Символизм
Является позитивным героем эпоса, воплощая идеал женщины. Противоположностью Лаймдоте является образ Спидолы. Лаймдота готова пожертвовать свою жизнь для процветания народа и его будущего. Лаймдота символизирует латышский народ, который довольно замкнутый, целеустремлённый и тихий, но в то же время прогрессивный, — такой народ, который учится на своих ошибках, принимает правду и старается узнать и освоить культуры и историческое наследие иных народов.

## Образ в пьесах
В постановке Алексиса Миерлаукса «Огонь и ночь» роль Лаймдоты сыграла Бирута Скуениеце. Образ, сыгранный ею, завоевал безраздельное симпатии зрителей и признание за женственную привлекательность. Ей удалось создать отражение светлого героя Райниса.